# Iasenivskîi
Iasenivskîi (în ucraineană Ясенівський) este o așezare de tip urban din orașul regional Rovenkî, regiunea Luhansk, Ucraina. În afara localității principale, mai cuprinde și satul Krasnîi Kolos.

## Demografie
Componența lingvistică a așezării de tip urban Iasenivskîi
     Rusă (82,98%)
     Ucraineană (16,66%)
     Alte limbi (0,26%)
Conform recensământului din 2001, majoritatea populației așezării de tip urban Iasenivskîi era vorbitoare de rusă (82,98%), existând în minoritate și vorbitori de ucraineană (16,66%).